# Петер Щьогер
Петер Щьогер (на немски: Peter Stöger) (роден на 11 април 1966 във Виена, Австрия) е австрийски футболист.

## Успехи като състезател
- 4x шампион на Австрия (3х Аустрия Виена, 1х Рапид Виена)
- 3x носител на Купата на Австрия: 1989/90, 1991/92, 1993/94
- Най-добър полузащитник за сезона според Куриер: 1995/96